# Laura Pawela
Laura Pawela (ur. 24 czerwca 1977 w Rybniku) – polska rzeźbiarka, autorka instalacji.

## Życiorys
Ukończyła studia w Instytucie Sztuki Uniwersytetu Opolskiego (dyplom licencjacki w Pracowni Rzeźby prof. Leona Podsiadły, 2000) oraz na Wydziale Malarstwa i Rzeźby ASP we Wrocławiu, (dyplom 2004 z rzeźby w pracowni prof. Leona Podsiadłego). W 2006 roku prowadziła Pracownię Gościnną im. Eugeniusza Gepperta przy ASP we Wrocławiu.

## Wystawy

### Indywidualne
2012 

Sweet Heart Now Grown So Cold, IMT Gallery, Londyn, 

2011 

"PAST PRESENT CONTINUOUS", Propaganda, Warszawa; 

2009 

It hurts me too, Galeria Awangarda, BWA Wrocław;
2008 

Unfinished histories, Residencia Corazón, La Plata, Argentyna, 

Cold Summer, Miejsce Sztuki OFFicyna, Szczecin;
2007 

Last Exit for the Lost, Galeria lokal_30, Warszawa 

Your Artist, IMT Gallery, Londyn, 

Cztery osobne pokoje z łazienką, Galeria Nowych Mediów, Gorzów Wielkopolski;
2006 

Ty i ja i wszyscy, których znamy, BWA Zielona Góra, 

Ubezpieczenie talentu, Entropia, Wrocław, 

Pokaz kilku prac, Videokont, Galeria Kont, Lublin; 

2005 

Łazienka, Galeria Ego, Poznań, 

Łazienka, pracownia, Centre European d’Actions Artistiques Contemporaines, Strasburg, Francja, 

Budżet 500, Galeria Arsenał, Białystok; 

Faster, Galeria Ego, Poznań; 
2004 

REALITY_LP, Centrum Sztuki Współczesnej Zamek Ujazdowski, Warszawa; 

2003 

Loading, Galeria Arsenał, Poznań,
Can’t go to real world, Entropia, Wrocław, 

REALLAURA, BWA Wrocław; 
2002 

Reallaura, projekt internetowy, 

Wykrój mojego ciała, Teatr Polski we Wrocławiu; 

### Zbiorowe
2008 

Aktywne Studio, Galeria Studio, Warszawa, 

Antypody Umysłu, Galeria Manhattan, Łódź, 

Bewegte Stilleben, Brandenburgischer Kunstverein, Poczdam, Niemcy, 

Triennale Młodych, Centrum Rzeźby Polskiej w Orońsku, 

Spisek Sztuki?, Galeria Sektor I, Górnośląskie Centrum Kultury, Katowice, 

Fade into Black, Studio BWA, Wrocław;
2007

Lokatorzy, galeria lokal_30, Warszawa, 

Mutations, Galeria Awangarda, BWA Wrocław, 

Kolekcja Kulczyk, Stary Browar, Poznań, 

Manufactured, Raw Spaces Gallery, Brisbane, Australia, 

Tożsamość, Muzeum Architektury we Wrocławiu; 
2006 

Mentality, Łódź Biennale, Łódź Art Center, 

Wieżowce Wrocławia, Muzeum Narodowe we Wrocławiu, 

Eroticon, CocaCola Gallery, Wiedeń, 

Stan wewnętrzny, Centrum Kultury Zamek, Poznań; 

2005 

Za czerwonym horyzontem, Narodowe Centrum Sztuki Współczesnej, Moskwa, Rosja, 

Wyobraźnia Ekranu, Toruń, 

Prologue, Cornerhouse Gallery, Manchester, Wielka Brytania;
2004 

Za czerwonym horyzontem, Centrum Sztuki Współczesnej Zamek Ujazdowski, Warszawa; 

Rybie oko 2, Bałtycka Galeria Sztuki Współczesnej, Słupsk, 
2002 

Supermarket Sztuki III (Ludzie i przedmioty), Galeria DAP Warszawa. 